# SimScale
 (août 2024).
SimScale est une plateforme d'ingénierie assistée par ordinateur (CAE) sur le cloud. SimScale est développé par SimScale GmbH et permet des simulations structurelles, fluides (CFD), particulaires, on cloud sans besoin d’un outil informatique performant,[source insuffisante]. Le backend de la plateforme utilise des codes open source : pour la CFD OpenFOAM, et pour la méthode des éléments finis Code_Aster et Calculix.
La plate-forme basée sur le cloud de SimScale permet aux utilisateurs d'exécuter plus de simulations et, à leur tour, d'itérer d'autres modifications de conception par rapport aux systèmes informatiques locaux traditionnels.

## Histoire
SimScale GmbH a été fondée en 2012 par cinq diplômés de l'université technique de Munich, David Heiny, Vincenz Dölle, Alexander Fischer, Johannes Probst et Anatol Dammer dans le but d'apporter des solutions CAE au marché de masse et de fournir une alternative aux solutions traditionnelles sur place Qui étaient la norme de l'industrie à l'époque. Après une phase bêta, la plate-forme SimScale a été lancée au second semestre 2013[source insuffisante].
En 2015, SimScale a annoncé son partenariat avec Onshape, présentant une application de connecteur qui permettait aux utilisateurs d'exporter leurs modèles CAO de Onshape et de les importer dans SimScale.
Le 2 décembre 2015, un plan communautaire a été annoncé pour rendre la plate-forme accessible gratuitement dans le cadre de l'initiative de démocratisation de CAE et d'élargir leur base d'utilisateurs d'ingénieurs professionnels et d'experts CAE pour inclure les petites et moyennes entreprises, ainsi que les étudiants et les particuliers Concepteurs de produits,[source insuffisante].
En 2016, SimScale a commencé sa collaboration avec Autodesk en développant un add-in permettant à tous les utilisateurs de Fusion 360 de télécharger facilement leurs modèles CAO 3D directement sur la plate-forme SimScale. Plus récemment, à la fin de 2016, l'Académie SimScale a été lancée, offrant une nouvelle plate-forme d'apprentissage avec des cours à la demande sur la simulation d'ingénierie.
En décembre 2016, le nombre d'utilisateurs de SimScale souscrit atteignait 80 000 et le nombre de projets de simulation disponibles gratuitement dans la bibliothèque de projets publics SimScale dépassait 15 000.

## Applications
La plate-forme SimScale possède plusieurs fonctionnalités. Chaque capacité avec un exemple approprié pour la visualisation est donnée ci-dessous.

### Module d'analyse des éléments finis
Le module FEA de SimScale utilise les codes / solveurs open source Code_Aster et CalculiX. Ces codes permettent une analyse statique / dynamique linéaire et non linéaire des structures. Code_Aster utilise des simulations impliquant la fatigue, les dégâts, les fractures, les contacts, les géomatériaux, les supports poreux, le couplage multi-physique et plus encore. CalculiX a des fonctionnalités similaires permettant aux utilisateurs de construire, calculer et post-traiter des modèles d'éléments finis.

### Module de Simulation de dynamique des fluides
Le module CFD de SimScale utilise OpenFOAM pour les simulations de flux de fluide. L'analyse en régime permanent et transitoire pour les types ci-dessous est possible. Les types d'analyse suivants sont possibles dans SimScale.
| Ecoulement laminaire      | Ecoulement turbulent        | Ecoulement incompressible                     | Ecoulement compressible   |
| ------------------------- | --------------------------- | --------------------------------------------- | ------------------------- |
|                           |                             |                                               |                           |
| Ecoulement Multi phasique | Transport de masse scalaire | Écoulement de fluide autour d'un corps rigide | Modélisation avancée      |
|                           |                             |                                               | Centrifugal Pump with MRF |

### Module thermique
Le module thermique de SimScale utilise OpenFOAM pour des problèmes d'interaction thermique solides et fluides-solides. Pour l'analyse thermo-structurelle, SimScale utilise Code_Aster et CalculiX, SimScale permet des simulations thermo-mécaniques non couplées, transfert de chaleur conjugué et analyse de transfert de chaleur par convection. Des simulations Stationnaire et instationnaires sont possibles. En outre, les simulations de fluide permettent également l'utilisation de modèles Turbulence. Les types d'analyse possibles avec SimScale incluent:
| Analyse thermo-structurelle             | Transfert de chaleur par convection    | Transfert de chaleur par conduction | Transfert de chaleur conjugué |
| --------------------------------------- | -------------------------------------- | ----------------------------------- | ----------------------------- |
| Thermal - Structural Analysis of a Pipe | SimScale Thermal Analysis - Convection | SimScale Conduction heat transfer   |                               |

## Format des fichiers
SimScale permet l'importation des géométries dans les formats STEP, IGES, BREP, Rhinoceros 3D, Autodesk Inventor, SolidWorks, Parasolid, ACIS et STL ; Mesh dans les formats OpenFOAM, UNV, EGC, MED, CGNS, la géométrie peut être directement importée de leur plate-forme de CAO partenaire.
Une collaboration SimScale Autodesk Fusion 360 a été lancée pour permettre l'importation directe de modèles d'Autodesk Fusion 360 vers SimScale.

## Applications industrielles
La plateforme SimScale trouve une application dans un large éventail d'industries, telles que le HVAC, l'ingénierie éolienne, l'automobile, l'aérospatiale, l'électronique, les équipements industriels et les machines, les dissipateurs de chaleur, les produits de consommation, la biomécanique, etc. Ses cas d'utilisation sont très diversifiés. Tokyowheel basée au Japon - une société qui englobe des roues techniques de fibre de carbone pour cyclistes compétitifs - a utilisé le module CFD de SimScale pour déterminer le profil de la roue le plus aérodynamique.  QRC Technologies a effectué des simulations thermiques sur SimScale pour tester de multiples variations de leur testeur RF. Carlsson Autotechnik à optimiser l'aérodynamique de son véhicule avec l'aide du module CFD SimScale. Malaika, une société spécialisée dans la conception et la production de sièges d'auto, a utilisé la fonctionnalité de simulation FEA de SimScale pour concevoir des sièges d'auto plus sûrs pour les enfants.

## Communauté SimScale
Le plan communautaire SimScale a été annoncé le 2 décembre 2015 sur la base d'un nouveau cycle d'investissements mené par Union Square Ventures (USV). Le plan communautaire est gratuit et comprend 3 000 heures de calcul et 500 Go de stockage par an pour tout utilisateur enregistré. Simulations / Projets créés par un utilisateur enregistré sous le « plan communautaire » est disponible pour l'accès, à tous les autres utilisateurs, dans les projets publics SimScale. Les projets publics SimScale sont une bibliothèque des projets de simulation dans laquelle tous les utilisateurs enregistrés peuvent utiliser ces projets comme modèle de simulation existante.